# Sin Boy
Sin Boy, pseudonimo di Theódōros Agkoustín Gkégka (in greco Θεόδωρος Αγκουστίν Γκέγκα?; Nea Ionia, 18 agosto 1994), è un rapper greco di origini albanesi.

## Biografia
Sin Boy è nato in una famiglia di etnia albanese; ha spesso raccontato di essere stato vittima di razzismo nella sua crescita a causa delle sue origini. È salito alla ribalta dopo aver partecipato a Mama? (2019), brano in collaborazione con Mad Clip, che esordito in vetta alla Digital Singles Chart greca. Ha in seguito piazzato sette tracce su nove, tratte dal primo album in studio Ka gu ras, nella top ten nazionale. Sexaki, che è stato certificato platino dalla IFPI Greece per le 20 000 unità vendute, è divenuto il suo secondo brano a raggiungere il podio nazionale.

## Discografia

### Album in studio
- 2019 – Ka gu ras
- 2021 – Nos
- 2022 – Born Star
- 2022 – Genius
- 2022 – MMM (con Rina)
- 2023 – Ka gu ras III
- 2023 – Zero2Hero
- 2024 – Pre za ki
- 2024 – #KosovoIsAlbania

### Singoli
- 2018 – Gang
- 2018 – Matias
- 2018 – Colombiana (con IamSkull)
- 2018 – Gigi (con Rina)
- 2019 – Mama? (con Mad Clip e Ypo feat. Illeoo)
- 2019 – Sientelo
- 2019 – Desole
- 2019 – Tetancion (con Rina)
- 2020 – Meredith (con Rina)
- 2020 – Sari (con Rina)
- 2020 – Mana
- 2020 – High
- 2020 – Ju Ju (con Skerdi)
- 2021 – GG (con Rina)
- 2021 – Bailando
- 2021 – Daxiiiiiii?
- 2021 – Sorry Mama
- 2021 – Lacasadepapel
- 2021 – Dirla
- 2021 – Sari sari sari
- 2021 – Sofia
- 2021 – Pipila22
- 2021 – Inri
- 2021 – Fallin in Love (con Rina)
- 2022 – Puca
- 2022 – Moj Malena
- 2022 – Thug Life
- 2022 – Wowo
- 2022 – Bad Bitch
- 2022 – Min klais (feat. Antonis Rigas)
- 2022 – Suzi
- 2022 – Cula
- 2023 – France
- 2023 – Legends Never Die
- 2023 – Party
- 2023 – Jenny
- 2023 – Bal?
- 2023 – Boss (con Popayedi)
- 2023 – Una
- 2023 – Delulu
- 2023 – Skrrrr
- 2023 – Phone
- 2023 – Gigiii
- 2024 – Clout Chase
- 2024 – Deepthroat
- 2024 – Serenata
- 2024 – El Chapo
- 2024 – BMM
- 2024 – Paris
- 2024 – 2Night (con Efta e Popayedi)
- 2024 – Spatalos New
- 2024 – Deccy
- 2024 – Lacta
- 2024 – Mavro
- 2024 – Sasa